# 穆罕默德·巴拉迪
穆罕默德·巴拉迪（阿拉伯语：محمد البرادعي，1942年6月17日—），埃及人，曾為國際原子能機構總幹事，於2005年獲諾貝爾和平獎。他通曉阿拉伯語、英語和法語，育有一子一女。

## 職業生涯
穆罕默德·巴拉迪於1962年在開羅大學取得法律學位，随后在日内瓦高级国际关系学院进修國際法，並於1974年於紐約大學法學院完成博士課程。他在1964年便在埃及的外交部開始職業生涯，曾兩度成為埃及駐聯合國的常駐代表。1984年開始出任國際原子能機構的要職，專責處理核安全與控制核武器擴散，1997年擔任該組織的總幹事，先後經歷了伊拉克、伊朗和朝鮮核危機的挑戰。2005年年初美國一度嫌巴拉迪對伊朗「太軟弱」欲攆走他，但9月的國際原子能機構第49屆大會通過對巴拉迪第三次的總幹事任命，新任期從同年12月1日開始，共4年，直至2009年正式卸任。
在調查伊拉克是否擁有大規模殺傷性武器問題上，巴拉迪對美國提供的情報提出質疑。伊拉克戰爭爆發前，巴拉迪曾兩次向聯合國安理會明確報告，表示核查人員未有在伊拉克境內發現大規模殺傷性武器，要求安理會將核查時間再延長。而在美國攻伊後，他亦公開批評美國做法錯誤。
在伊朗核問題上，美國不斷指責伊朗，巴拉迪卻認為在沒有找到確鑿証據的情況下，應對伊核問題採取冷處理，反對對伊朗採取制裁措施。在巴拉迪的斡旋下，2003年12月，伊朗簽署了《不擴散核武器條約》附加議定書。
在推動朝鮮半島無核化進程方面，巴拉迪希望通過外交途徑和平解決，一方面敦促朝鮮與國際原子能機構合作，一方面呼籲朝鮮在核試驗問題上保持透明度并及時向國際原子能機構通報。

## 回歸埃及
埃及於2011年1月爆發大規模反政府示威後，當時身在維也納的巴拉迪立即響應，於1月27日飛返開羅，参与反政府示威，要求埃及总统穆巴拉克下台。他並表示願意協助過渡時期的政府。他主張埃及需要制定新憲法，加強保障人權和制衡權力，並有意角逐2011年9月的總統大選。2013年7月9日被埃及临时总统曼苏尔任命为埃及副总统。

## 辞职抗议
2013年8月14日，埃及安全部队对首都开罗两处前总统穆尔西及穆斯林兄弟会的示威营地实施清场，造成大量人员伤亡。据埃及官方通讯社中东社报道，巴拉迪当天向临时总统曼苏尔递交辞呈，以抗议政府此次清场行动。巴拉迪表示，他将不再为任何流血或他不赞成的决定承担责任，他同时对当前局势将带来的后果表示忧虑。